# Petalidium foliaceum
Petalidium foliaceum är en kräftdjursart som beskrevs av Charles Spence Bate 1881. Petalidium foliaceum ingår i släktet Petalidium och familjen Sergestidae. Inga underarter finns listade i Catalogue of Life.